# Inga tonduzii
Inga tonduzii är en ärtväxtart som beskrevs av John Donnell Smith. Inga tonduzii ingår i släktet Inga och familjen ärtväxter. Inga underarter finns listade i Catalogue of Life.